# بيل ميريت
بيل ميريت (18 أغسطس 1908 في نيوزيلندا - 9 يونيو 1977 بكرايستشرش في نيوزيلندا) (بالإنجليزية: Bill Merritt)‏ هو لاعب كريكت نيوزلندي. شارك مع منتخب نيوزيلندا الوطني للكريكت.

## وصلات خارجية
- بيل ميريت على موقع إي آس بي آن كريك إنفو (الإنجليزية)